# Junge

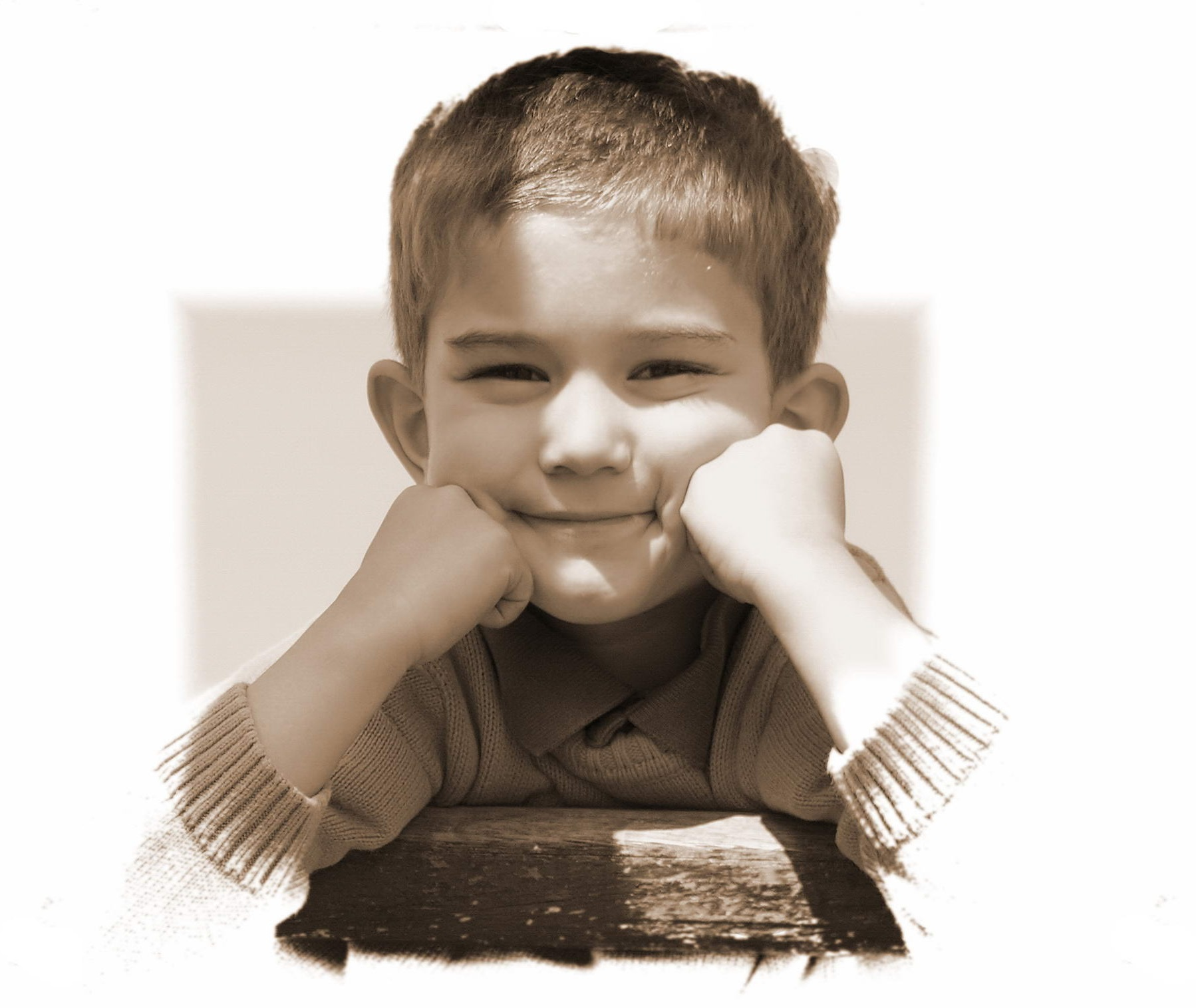
Junge in Galicien

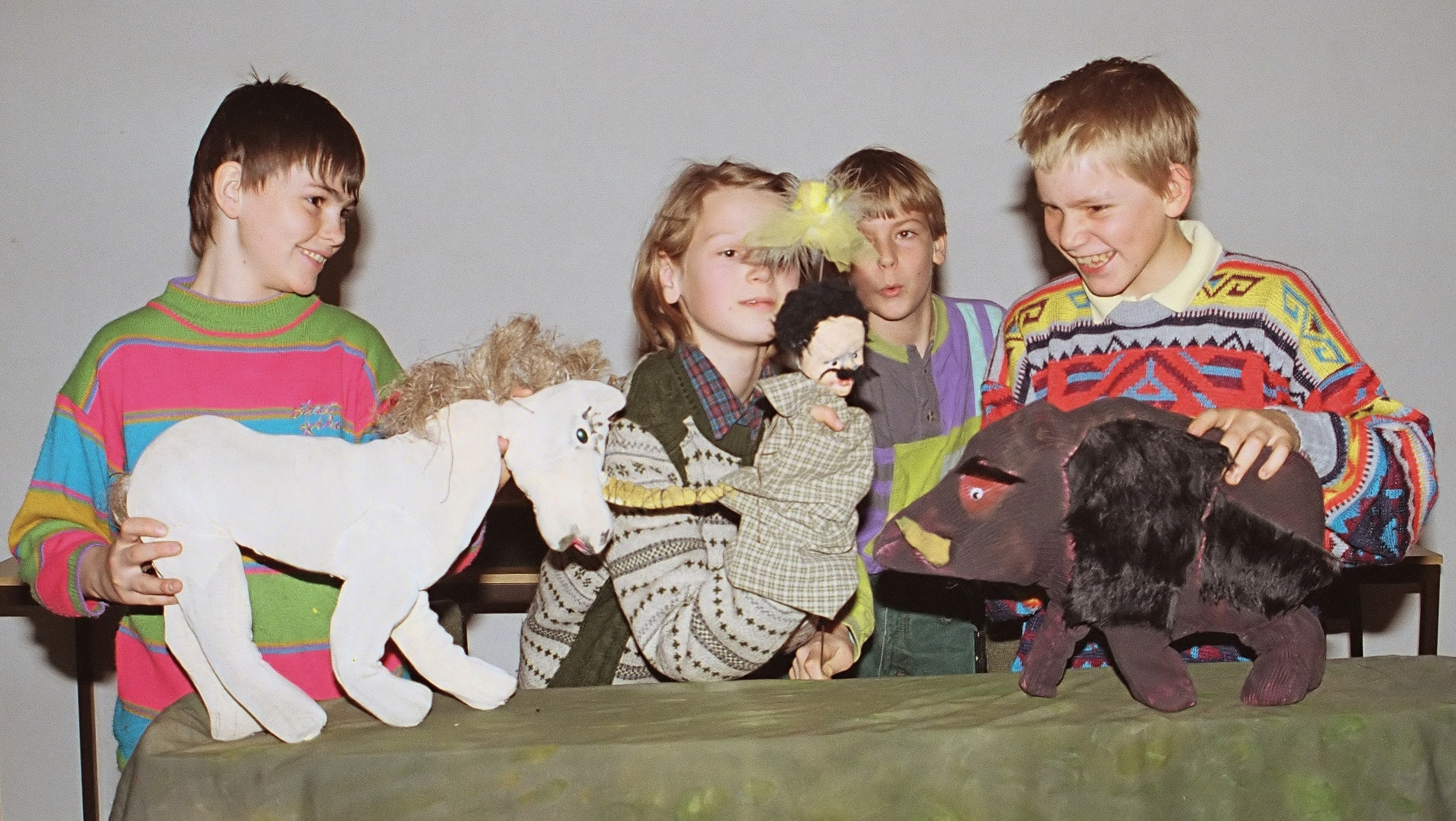
Jungen in Deutschland beim Aufführen eines Puppenspiels

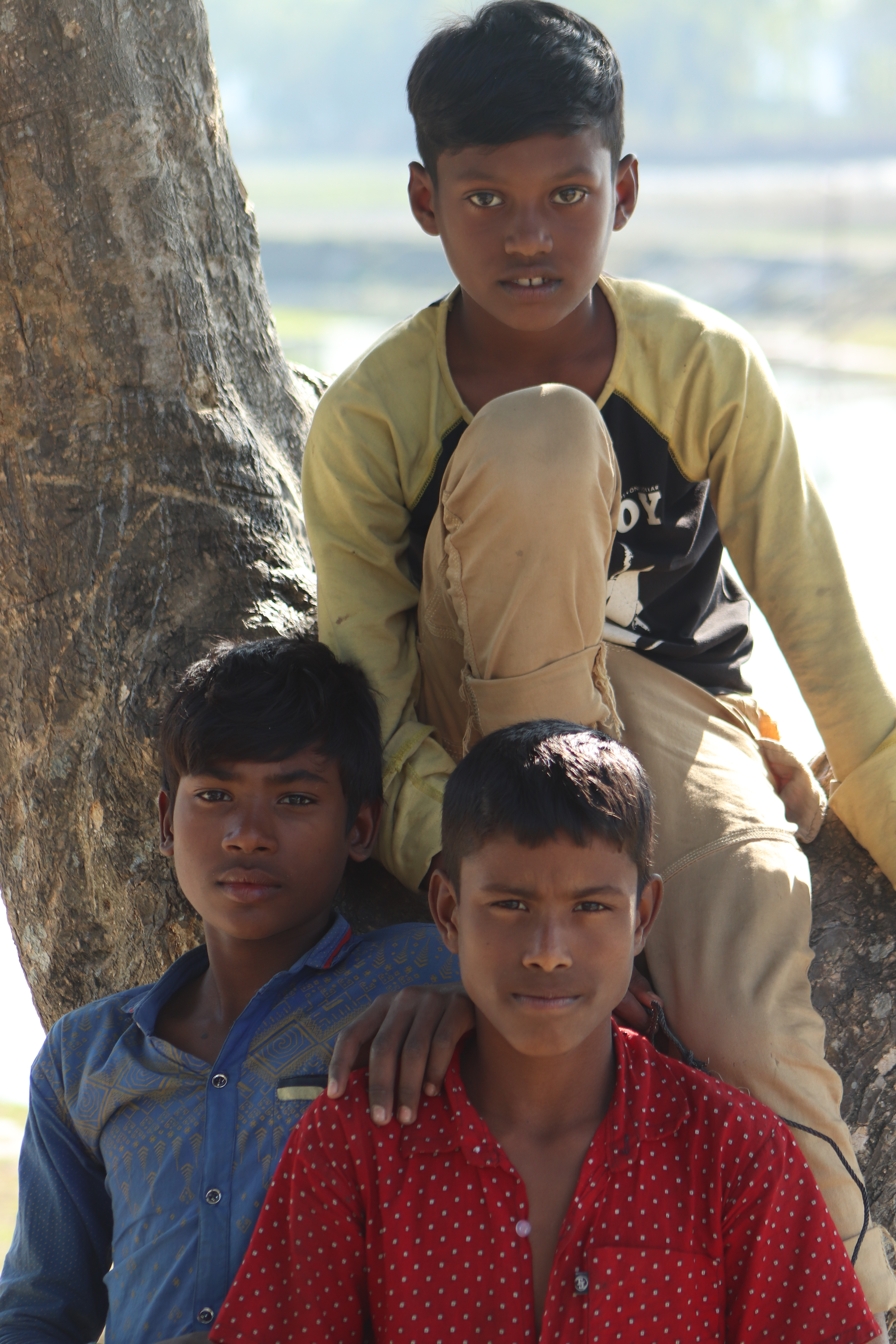
Jungen in Bangladesch

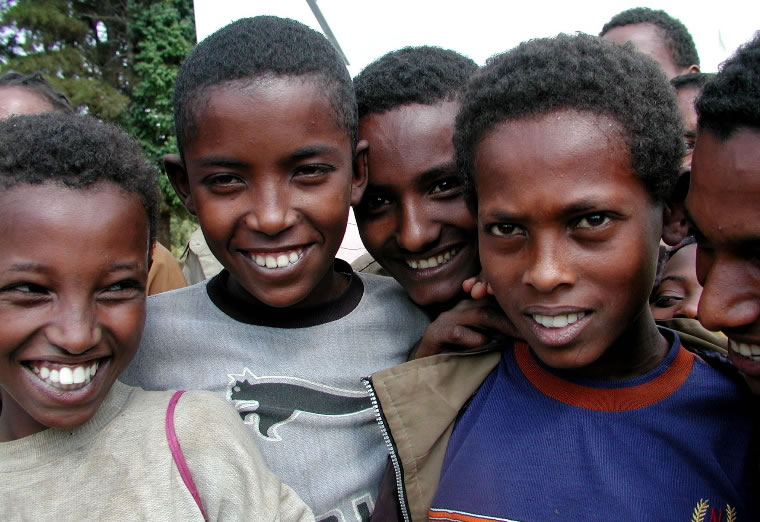
Jungen in Äthiopien

Ein Junge oder Bub oder Knabe, vereinzelt auch Bursch(e) oder Bube, ist ein junger Mensch männlichen Geschlechts, der das Erwachsenenalter noch nicht erreicht hat, also ein männliches Kind oder ein männlicher Jugendlicher.

## Bezeichnungen und Etymologie

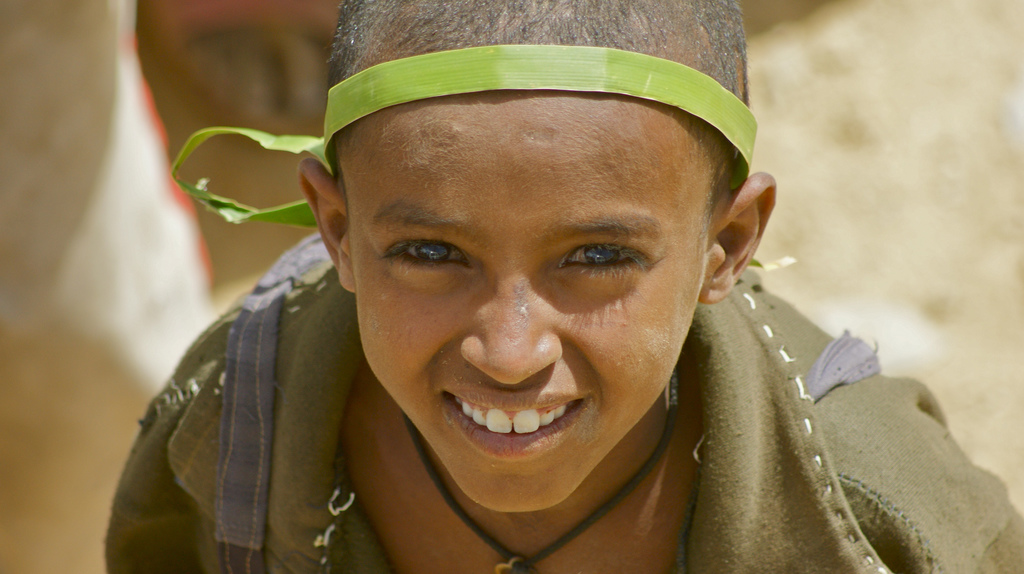
Junge im Norden von Äthiopien, Region Tigray.

Das Wort Junge dient heute in Deutschland als überregionale Wortform, Knabe ist außerhalb der Schweiz als hochsprachliche Form veraltet. In den Mundarten zeigen die beiden Wortformen Bub und Junge eine deutliche Zweiteilung, bei der im Süden bis einschließlich Hunsrück, Westerwald, Vogelsberg, Thüringer Wald und Frankenwald von ‚Buben‘ gesprochen wird, nördlich davon jedoch von ‚Jungen‘. Vereinzelt, vor allem im Rhein-Main-Gebiet, findet man auch das aus dem Latein stammende Bursch(e) in der allgemeinen Bedeutung für Jungen und junge Männer. Kerle ist in einer Insel auf der Alb, im Badischen und im Thüringisch-Obersächsischen im Dialekt heimisch, Bengel war nur auf einer pommerschen Insel zu finden. Weitere Synonyme sind hessisch Stift (bedeutet heute eher einen Auszubildenden in einem Büroberuf); friesisch erscheint auch aus dem Dänischen entlehntes Dreng und oberfränkisch Boss.

### Junge
Junge ist ebenfalls aus dem Althochdeutschen als jungo überliefert und wie Knabe und Bub im Sinne ‚Knecht, Lehrling‘ in Gebrauch (gänsejung, küchenjung, hundsjung, stalljung).
Junker, mhd. juncherre für ‚junger Herr, Knappe‘ kommt noch als Adelstitel vor.
Bei der Bezeichnung Jüngling, ahd. jungeling, ist stets auch etwas Reines, Unbemakeltes mitgemeint (ursprünglich ‚unverheiratet‘, ähnlich wie bei Jungfrau und Junggeselle). Die literarische Rezeption des ‚Jünglings‘ fällt vor allem in die Zeit zwischen Sturm und Drang und Biedermeier. Infolge ihres mangelnden Interesses für Erscheinungen vor 1850 schweigen Jugendsoziologie (Karl Mannheim, Helmut Schelsky, Ludwig von Friedeburg, selbst Howard P. Becker) und Jugendpsychologie dazu fast grundsätzlich. Beispielhaft sind z. B. der Hyperion von Hölderlin und der Ferdinand in Kabale und Liebe von Schiller. In der bildenden Kunst zeigt sich der Jüngling ikonographisch als bartlos dargestellt (vgl. Kouros).
Oberfränkisch Gung ist eine „hyperkorrekte Adoptivform“ durch Zusammenfallen von «j-» und «g-»Anlauten.

### Bube und Bub
Bube findet sich mittelhochdeutsch buobe, es ist in allen westgermanischen Sprachen verbreitet, die Herkunft ist unbekannt. Vermutet wird eine Lallform zu mhd. bruoder für ‚Bruder‘ (ähnlich den viel jüngeren Papa/Mama zu ursprünglich lateinisch pater/mater), wie auch zeitgenössische Rufnamen wie Puopo, Puabo, Buobo, Bôbo vermuten lassen. Ein Zusammenhang mit englisch boy ist möglich, die Herkunft dieses Worts ist aber ebenfalls unklar. Ursprünglich wurde boy im Sinne von ‚Sklave‘ benutzt, die Bedeutung ‚Junge‘ scheint offenbar jüngeren Datums.
Das Wort ist heute in der Form Bub in Österreich, Südtirol, der Schweiz, in Bayern, Baden-Württemberg, in der Pfalz und Südhessen der übliche Ausdruck für männliche Kinder und Jugendliche, während es im nördlichen Deutschland nie heimisch war. Im Hochdeutschen apokopiert das Wort nicht (Verlust der mittelhochdeutschen Substantivendung «-e»), wohl aber im gesprochenen, sodass dort die hochdeutsche Form Bube geziert wirkt, und nie den Knaben als solchen bezeichnet: Im Dialekt ist die Grundform bairisch Bua (auch im Großteil Österreichs), Pl. Buam(a) – mit Variationen oberfränkisch Bou, pfälzisch Bu im Norden; ostösterreichisch (Weinviertel) Bui; südbairisch Pui, aber südtirolisch Büob/Büab, Pl. Büobm; alemannisch Bueb, Büeb. In der Schweiz wird Bub neben Knabe auch schriftsprachlich verwendet.
‚Bube‘ ist von Anfang an auch pejorativ in Gebrauch, und in altertümlichen Zusammensetzungen wie Spitzbub, Lausbube, Bubenstück oder bübisch findet sich das Wort in der Bedeutung ‚ehrlos, eines Mannes unwürdig.‘ Die Diminutive (wie Bübchen, Bübli, Bubi, Bubsch) sind aber meist Koseformen.
In Wanders Deutsches Sprichwörter-Lexikon finden sich zu Bube (und damit zusammengesetzten Worten) knapp hundert Sprichwörter, beispielsweise viel böse Buben kommen ungestrafft darvon.

### Knabe
Knabe, das ursprünglich hochsprachliche Wort, hat – als ungewöhnlicher Fall – keine Verankerung in den Mundarten. Es findet sich nur im Spätalthochdeutschen einmal als knabo erwähnt, taucht aber auch als knave im Mittelenglisch auf. Im Mittelhochdeutschen existierte auch hartlautend knappe (ahd. knappo), die zunächst den gleichen Begriffsinhalt wiedergaben, deren Bedeutung sich später jedoch auf Edelknaben und Bergknappen verengte. Das Wort entsprach auch den heute gebrauchten Begriffen Bursche oder Diener, wie es sich in der Bezeichnung Prügelknabe für einen Sündenbock, aber auch in der Wendung alter Knabe erhalten hat. Im Altenglischen findet sich in strenger Altersreihenfolge cild, cnapa, cniht (vgl. neuenglisch child ‚Kind‘ und knight ‚Ritter‘, zu Letzterem auch deutsch Knecht).
Bis in die Neuzeit ist Knabe die Standardbezeichnung des Oberdeutschen, und in der Schweiz fungiert es bis heute als hochsprachlich. Rezent dialektal findet es sich hingegen nur im tirolischen Lechtal in dieser Funktion, auch mundartlich schweizerdeutsch kommt allein Bueb vor, wogegen Chnaab auf einige wenige Zusammensetzungen beschränkt ist (vgl. Knabenschießen). Literarisch war es außerhalb der Schweiz bis ins 19. Jahrhundert gebräuchlich (vergleiche beispielsweise Annette von Droste-Hülshoffs Ballade Der Knabe im Moor); als allgemeine Bezeichnung kommt es später noch in Zusammensetzungen wie Knaben- und Mädchenschule vor.

### Weitere Formen
Während Bub(e) und Kerl einen rein sozialen Bezug haben, ist Knabe, aber auch Boss, Bengel, Stift, Dreng etymologisch sexuell annotiert, sie stehen allesamt bildhaft zum männlichen Geschlechtsorgan:
- Knabe: schwedisch knabb mundartlich ‚Pflock‘
- Boss: mittelhochdeutsch bôz ‚Stoß‘, vergleiche Amboss
- Stift: ‚Bolzen‘
- Dreng: norwegisch dreng ‚Stock‘, dänisch dreng ‚Junge‘
- Bengel: ‚Knüppel, Stock‘, vergleiche Bengler

## Wahrnehmung in Öffentlichkeit und Forschung
Zu Beginn der 1980er Jahre kamen Jungen als eigenständige geschlechtsbezogene Zielgruppe in den Blick. Die geschlechtsbezogenen Ausdrucks- und Bewältigungsformen besonders der männlichen Unterschichtsjugendlichen konnten mit den damals üblichen schicht- bzw. klassenbezogenen Ansätzen nicht mehr hinreichend erklärt und pädagogisch aufgegriffen werden.
Mit der breiten Akzeptanz der Frauenbewegung und feministischer Ideen setzte gleichzeitig eine massive Kritik an den traditionellen Vorstellungen von Männlichkeit und – insbesondere in der Jugendhilfe – auch an „den“ Jungen und Verhaltensweisen von Jungen ein, die als die Lebenslagen von Mädchen beeinträchtigend wahrgenommen wurden. Seit den 1990er Jahren werden Lebenslagen und -bedingungen von Jungen zunehmend auch wissenschaftlich erhoben und erforscht. Es zeigte sich, dass das reflektierte Inblicknehmen von Jungen für das Verständnis geschlechtsbezogener Besonderheiten und für die fachliche Arbeit mit ihnen unverzichtbar ist. Daraus entstanden auch Forderungen nach Jungenarbeit und die allmähliche Entfaltung dieser Fachdisziplin. Als Experten für Jungenthemen im deutschsprachigen Raum gelten Lothar Böhnisch, Gunter Neubauer, Jürgen Budde, Reinhard Winter.
Im Rahmen der Ergebnisse der PISA-Studien und anderer Schulleistungsuntersuchungen wird seit den 2000er Jahren in den Medien eine „Jungenkrise“ postuliert, Jungen werden dabei als homogene Problemgruppe und als „Bildungsverlierer“ dargestellt (z. B. Die Zeit 2007: Die Krise der kleinen Männer, Der Spiegel 2004: Schlaue Mädchen – dumme Jungen oder Focus 2002: Arme Jungs!). Der mediale Diskurs wird in der Wissenschaft kritisiert. Von einer „Jungenkrise“ könne nicht gesprochen werden, die mediale Debatte verdecke Differenzen zwischen Jungen und Aspekte wie soziale Herkunft und Ethnie. Mehrere Bücher sind zu dieser Thematik publiziert worden, die auch auf wissenschaftliche Kritik gestoßen sind.